# Dourbeling Guiziga
Dourbeling Guiziga (ou Dourbeleng Guiziga) est une localité du Cameroun située dans l'arrondissement de Gazawa, le département du Diamaré et la région de l’Extrême-Nord. Elle fait partie du canton de Gazawa rural.

## Population
En 1975, la localité comptait 85 habitants, des Guiziga.
Lors du recensement de 2005, on y a dénombré 161 personnes.